# Електронно обучение
Електронно обучение (на английски: e-learning), съкратено ЕО или ОРЕС, наричано още компютърно базирано обучение (КБО, на английски: Computer-based learning; на английски: Computer-aided instruction или на английски: Technology-enhanced learning), е форма на обучение, провеждано и ръководено с помощта на електронна медия. То се отнася към електронния процес на познание и включва уеб- или компютърно-базирано обучение, виртуални класни статии и дигитално сътрудничество. Преминава през интернет, аудио или видео устройства, сателитна телевизия и CD-ROM.
е форма на обучение, организирано и управлявано с помощта на компютър.

## Цели
Електронното обучение се свързва към онлайн ресурси като информационни сайтове, за да направлява обучаващите се и да ги подпомага при специфичните им задачи. То има две основни цели:
- Високо качество на електронното обучение, в случаите, в които образователната институция е подговила университета като СофтУни,професионална платформа, съобразена със собствените си образователни цели;
- Свободно и отворено електронно обучение, отворено за всички желаещи да се обучават групи, без изключване на базата на малцинствени групови признаци, когато е базирано на инсталиран свободен софтуер

## Основи
Основа на електронното обучение са т. нар. Системи за управление на курсове при професионалните платформи, познати и като Системи за управление на обучението в свободния софтуер и Виртуална среда за обучение, за онези, които често участват в е-обучение, особено като преподаватели. Това са системи за заявеното като многомодулно електронно представяне на учебни материали, позволяващи връзка с преподавателите. Системите за управлението на обучението, като Moodle, се използват като основен портал за достъп до други услуги и ресурси.

## Критика
От създаването си, електронното обучение е обект на критично изследване и дебатиране с множество аргументи за и против. Сред аргументите на неговите защитници е възможността му да предлага измерима и незабавна обратна връзка на тези, които го използват. Освен това то позволява на обучаващите да следят и измерват напредъка в среда, която често е доста по-добре структурирана от типичната класна стая, като същевременно намалява стреса и позволява фокусиране върху нетехническите елементи на педагогиката.
Електронното обучение често е най-ефикасният и най-ефективният начин за провеждане на дистанционно обучение, тъй като може да се създаде учебна програма, която позволява хората да учат у дома чрез интернет или чрез софтуер, инсталиран на техните компютри. Някои от защитниците на КБО твърдят, че най-добрата му употреба е заедно с традиционните учебни планове, като те играят съществената роля, а КБО се използва, като помощно средство, например за да задържа интереса към темата. Скептично настроените към достойнствата на КБО смятат, че този вид обучение е ограничено в сравнение с традиционното обучение, както и че не е толкова добро, колкото последното, защото то може да отговори само на въпросите, за които е програмирано. Освен горното критици като Нийл Поустмън твърдят, че КБО учи на „технократична ценностна система“. Тези критици смятат, че постоянната употреба на компютри в класната стая по-скоро учи как да се манипулира технологията, така че да извлича желаният отговор по начин, в който няма сътрудничество и рационалност. Обратно, защитниците на компютърно базираното обучение като Джонатан Бишоп вярват, че употребата на компютри в обучението може да доведе до социална справедливост.

## Тенденции
Интерес към електронно обучение има от създаването на интернет. Прилагането на електронно и компютърно обучение е логично допълнение и продължение на обучението и дейностите им в областта на продължаващото образователно подпомагане, които се използват и в дистанционното обучение – отдалечено обучение в рамките на един град, дистанционно в рамките на една държава, отдалечено обучение между различни страни, на пребиваване и локация на преподавател и учащ, и много отдалечено обучение, когато става за междуконтинентално. 
Корпоративният сектор е заинтересован от електронно обучение като начин за балансиране и доближаване на знаниевото ниво на работещите в отдалечени офиси, при намаляване на цената за обучението за работещите или дори при възможността за безплатен достъп при поемане на разноските по обучението от корпорацията. Те приемат електронното и онлайн обучение като начин за подобряване на достъпа до своите учебни програми.
Въпреки големия интерес към ЕО, то не е с неограничени възможности. Съществена пречка за развитието на ЕО е липсата на достъп до необходимата технологична инфраструктура, без която ЕО не може да съществува. Лошата технологична инфраструктура може да донесе повече вреда отколкото полза на преподавателите и обучаемите. Цените на софтуера и хардуера спадат, но нерядко има други разходи, които често се пренебрегват, например разходите за поддръжка на инфраструктурата и подготовката на преподавателите.

## Виж още
- Безплатно и достъпно онлайн университетско образование
- Образователен софтуер